# Euriphene conjungens
Euriphene conjungens is een vlinder uit de onderfamilie Limenitidinae van de familie Nymphalidae. De wetenschappelijke naam van de soort is voor het eerst geldig gepubliceerd in 1909 door Per Olof Christopher Aurivillius.